# Tramlijn 11 (Antwerpen)
De Antwerpse tramlijn 11 verbond tot 6 november 2022 de Groenenhoek te Berchem met de Melkmarkt in het centrum van Antwerpen. Sinds maandag 13 maart 2023 is de complete lijn tot in 2025 tijdelijk opgeheven door verschillende werken op het traject.

## Traject
via Borsbeeksebrug - Cogels Osylei - Tramplein - Draakplaats - Draakstraat - Kleinebeerstraat - Rolwagenstraat - Provinciestraat - Ommeganckstraat - Carnotstraat - Koningin Astridplein.

## Geschiedenis
Oorspronkelijk was deze lijn een omnibusdienst van de Antwerpse Grote Markt naar Zurenborg. Bij de elektrificatie van het tramnet aan het begin van de twintigste eeuw werden sporen gelegd, en werd de lijn gaandeweg verlengd tot Eksterlaar.
Van 1923 tot einde 1964 reed lijn 11 de route Centraal Station (Koningin Astridplein) - Eksterlaar, maar toen tramlijn 16 (Melkmarkt - Luchthaven) werd afgeschaft nam lijn 11 het traject naar de Melkmarkt over. Vanaf 31 maart 1972 werd de rijrichting in de Sint-Jacobsmarkt, Kipdorp, Wolstraat, Melkmarkt, Korte en Lange Nieuwstraat omgewisseld. In de jaren 1990 heeft deze lijn de metro-ingang aan de Mercatorstraat gebruikt, wegens werken in de Ommeganckstraat om via de premetrotakken Zuid en West via de Brabotunnel onder de Schelde naar Linkeroever te rijden. Tramlijn 9 zou dit vanaf september 2012 overnemen.
Volgens een plan van TreinTramBus, waarin lijn 12 werd ingekort en gedeeltelijk vervangen door tramlijn 5, zou ook tram 11 worden ingekort tot een korte stadslijn (Melkmarkt - Berchem Station). Een vervangende lijn 18 zou dan van Eksterlaar naar Punt aan de Lijn (Metropolis) rijden, via Berchem Station en de premetrotakken Zuid en Noord. Dit deel van het BTTB-plan is echter niet gerealiseerd. Het stuk tussen Punt aan de Lijn (Metropolis) en station Plantin is later wel in gebruik genomen door lijn 6. Sinds 1 september 2012 is tram 11 echter inderdaad wel beperkt tot het traject Melkmarkt - Berchem Station met keerlus Groenenhoek. Het traject tot Eksterlaar werd overgenomen door de nieuwe tramlijn 9. Een besparing werd bereikt door de frequentie op de korte lijn 11 te verlagen.
In 2015 vervoerde deze tramlijn 1.896.548 passagiers
De tramlijn werd op maandag 23 maart 2020 opgeschort tot en met donderdag 14 mei 2020 wegens een tekort aan personeel in verband met de Coronacrisis in België. Op vrijdag 15 mei werden de scholen weer stilaan geopend en kwam het tramverkeer weer opgang.
Van 29 juni tot 19 juli 2020 werd de lijn weer opgeschort, maar nu voor werken aan de Plantin en Moretuslei.
Van maandag 7 november 2022 tot en met zondag 12 maart 2023 reed tramlijn 11 niet meer tussen de Melkmarkt en Centraal station wegens werken aan de stadskeerlus Melkmarkt, maar wel nog tussen Berchem station en Centraal station.
Sinds maandag 13 maart 2023 rijdt tramlijn 11 tot minstens 2025 niet meer.

## Toekomst
In het Masterplan zou men tramlijn 11 in de fase 2013-2015 doortrekken vanaf de Gitschotellei via de Drakenhoflaan, Borsbeeksteenweg en De Robianostraat tot in Borsbeek. Als het plan wordt uitgevoerd, zal het vermoedelijk gelden voor lijn 4 in plaats van lijn 11.
Volgens een ander plan van De Lijn zou men tramlijn 11 over de Diksmuidelaan doortrekken tot de Luchthaven van Antwerpen in Deurne (zoals vroeger tramlijn 16 reed). Ter hoogte van de luchthaven zou er dan een nieuw bus- en tramdepot komen.

### Plan 2021
Volgens plan 2021 zou vanaf eind 2021 de huidige tramlijn 11 als lijn T11 kortelings geen veranderingen ondergaan (Zie ook Nethervorming basisbereikbaarheid). Er werd besloten om dit plan uit te stellen omdat er eerst voldoende nieuwe trams moeten zijn voor dit plan wordt uitgevoerd.

## Materieel
Op deze lijn rijden niet-gekoppelde PCC-trams en slechts zeer uitzonderlijk een HermeLijn of een Albatros.

## Kleur
Historisch gezien is de kenkleur van de lijnfilm van deze tram altijd rood geweest (ofwel een rode achtergrond, ofwel rode tekst op een witte achtergrond). Sinds 27 oktober 2007 had lijn 11 echter als nieuwe kleur turkoois (tekstkleur: wit). Omdat men de kenkleur te verwarrend vond met het groen van lijn 10, is men echter niet veel later teruggekeerd naar de witte achtergrond met rode tekstkleur. In de huidige vorm ziet de kenkleur er als volgt uit: . De komende lijn T11 krijgt een witte tekst op een azuurblauwe achtergrond: T11

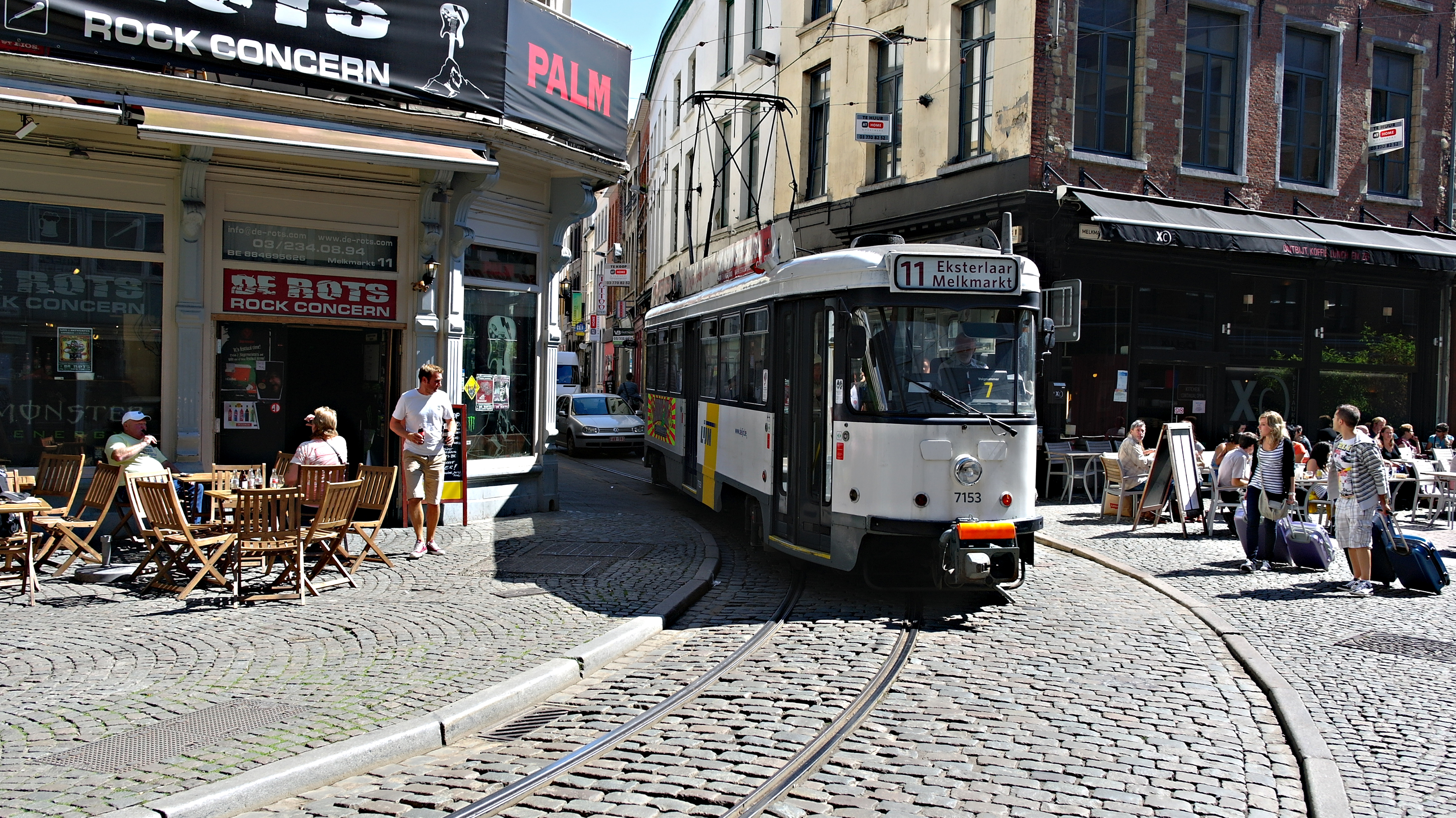
PCC-car 7153 (ex. 2153) draait van de Korte Nieuwstraat de Korte Koepoortstraat in op 20 augustus 2011.